# Зубр (срібна монета)
«Зубр» — срібна пам'ятна монета номіналом десять гривень, випущена Національним банком України. Присвячена майже повністю винищеному представнику ряду парнокопитних, розведення та розселення якого в Україні успішно здійснюється з 1965 року. Його включено до Червоної книги України, Червоний список МСОП (категорія — уразливий) та Європейського Червоного списку.
Монету було введено в обіг 31 березня 2003 року. Вона належить до серії «Флора і фауна».

## Опис монети та характеристики
| Номінал грн. | Метал            | Маса, грам   | Діаметр, мм. | Якість виготовлення | Гурт     | Тираж, штук |
| ------------ | ---------------- | ------------ | ------------ | ------------------- | -------- | ----------- |
| 10           | срібло 925 проби | 31,1 / 33,62 | 38,61        | пруф                | рифлений | 2 000       |

### Аверс
На аверсі монети в обрамленні вінка, утвореного із зображень окремих видів флори і фауни, розміщено малий Державний Герб України та написи в чотири рядки: на монеті із срібла — «УКРАЇНА», «10 ГРИВЕНЬ», «2003», а також позначення металу та його проби — Ag 925, вага в чистоті — 31,1 та логотип Монетного двору Національного банку України.

### Реверс

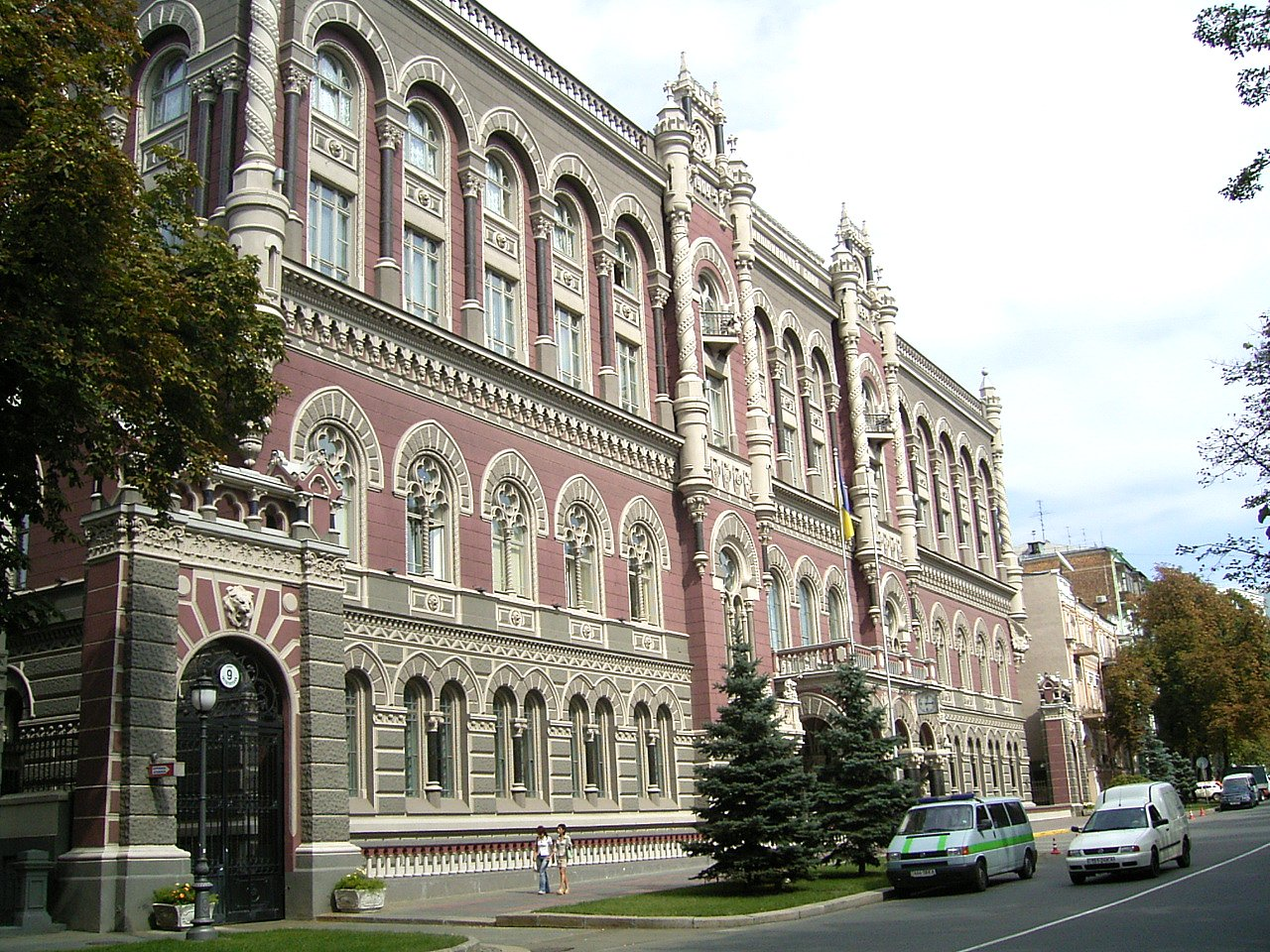
Будівля Національного банку України

На реверсі монети зображено зубра, навколо — кругові написи: «ЗУБР» (угорі) та «BISON BONASUS» (унизу).

## Автори
- Художник — Дем'яненко Володимир.
- Скульптор — Дем'яненко Володимир.

## Вартість монети
Ціна монети — 575 гривень була вказана на сайті НБУ в 2013 році.
Фактична приблизна вартість монети з роками змінювалася так:
| Рік        | 2010  | 2011  | 2012  | 2013  | 2014  | 2015  | 2016  | 2017  | 2018  | 2019  | 2020  | 2021  | 2022  | 2023  | 2024   | 2025   |
| ---------- | ----- | ----- | ----- | ----- | ----- | ----- | ----- | ----- | ----- | ----- | ----- | ----- | ----- | ----- | ------ | ------ |
| Ціна, грн. | 3 300 | 3 300 | 3 300 | 3 300 | 1 800 | 6 250 | 3 200 | 7 800 | 7 800 | 5 900 | 5 800 | 5 500 | 6 000 | 7 200 | 10 000 | 10 600 |